# (4924) Hiltner
(4924) Hiltner es un asteroide perteneciente al cinturón de asteroides, descubierto el 2 de marzo de 1981 por Schelte John Bus desde el Observatorio de Siding Spring, Nueva Gales del Sur, Australia.

## Designación y nombre
Designado provisionalmente como 1981 EQ40. Fue nombrado Hiltner en honor al astrónomo estadounidense William Albert Hiltner descubridor de la polarización de la luz estelar interestelar.

## Características orbitales
Hiltner está situado a una distancia media del Sol de 2,153 ua, pudiendo alejarse hasta 2,615 ua y acercarse hasta 1,692 ua. Su excentricidad es 0,214 y la inclinación orbital 1,731 grados. Emplea 1154 días en completar una órbita alrededor del Sol.

## Características físicas
La magnitud absoluta de Hiltner es 15. Tiene 2,263 km de diámetro y su albedo se estima en 0,236.